# Bang Bang (My Baby Shot Me Down)
Bang Bang (My Baby Shot Me Down) är en låt skriven av Sonny Bono, och lanserad som singel av Cher 1966. Låten kom att bli en av Chers största hitsinglar som soloartist under 1960-talet och nådde topp tio-placering på singellistorna i både USA och Storbritannien. Den finns med på hennes album The Sonny Side of Cher.
Låten har sedan dess spelats in av en lång rad artister. Redan samma år 1966 spelades den in av Nancy Sinatra till hennes andra studioalbum How Does That Grab You?. Denna version var länge relativt okänd, men blev mycket uppmärksammad efter att Quentin Tarantino använt den i sin film Kill Bill: Volume 1 2003. Bland andra artister som spelat in låten kan nämnas Stevie Wonder (albumet Down to Earth), The Beau Brummels (albumet Beau Brummels '66), Petula Clark (albumet I Couldn't Live Without Your Love), Vanilla Fudge (albumet Vanilla Fudge), PsychobillyAstro Zombies (Convince or Confuse) och Frank Sinatra (albumet She Shot Me Down). Det finns även en svensk version av låten med Anita Lindblom, "Pang Pang".

## Listplaceringar
| Lista (1966)   | Position              |
| -------------- | --------------------- |
| Finland        | 18                    |
| Flandern       | 9                     |
| Irland         | 3                     |
| Kanada         | 4 (RPM)               |
| Nederländerna  | 16                    |
| Nya Zeeland    | 2                     |
| Storbritannien | 3                     |
| Sverige        | 12 (Kvällstoppen)     |
| Sverige        | 9 (Tio i topp)        |
| USA            | 2 (Billboard Hot 100) |
| Vallonien      | 22                    |
| Västtyskland   | 17                    |
| Österrike      | 6                     |